# Dizzy (песня Олли Александера)
«Dizzy» — песня британского певца и автора песен Олли Александера. Она была выпущена 1 марта 2024 года на лейбле Polydor Records и представляла Великобританию на конкурсе песни «Евровидение-2024». Это первый релиз Александера под его собственным именем после распада группы Years & Years. Песня получила смешанные отзывы от музыкальных критиков.

## История создания и релиз
После того, как во время своего участия в шоу Strictly Come Dancing в 2023 году, Александер объявил о своём участии на «Евровидении-2024», он стал фаворитом букмекеров на победу. 7 февраля 2024 года он сообщил название песни и дату её выхода — 1 марта 2024 года. И песня, и клип были представлены публике в один и тот же день во время Graham Meets Olly, специальной передачи, выпущенной специально под анонс заявки Великобритании на «Евровидение-2024» на BBC One.
В интервью BBC Александер рассказал, что песня была написана летом 2023 года, а её лирика посвящена «такому сильному приливу эмоций к кому-то, что он полностью переворачивает твой мир с ног на голову». Он описал песню как «электронную» и как «то, под что можно танцевать». В музыкальном плане она вдохновлена музыкой 80-х годов и такими исполнителями, как Erasure, Adamski и Pet Shop Boys.

### Музыкальное видео
Клип на песню «Dizzy» был снят в Тбилиси, Грузия, режиссёром Колином Солалом Кардо, и выпущен одновременно на Vevo-канале Александера и на канале «Евровидения» на YouTube в 08:00 GMT 1 марта 2024 года, через восемь часов после релиза песни на стриминговых платформах. Позже вечером того же дня Александер появился в специальной передаче на BBC One под названием Graham Meets Olly, в которой состоялась первая полная телевизионная трансляция клипа.
В клипе Александер выступает на трёх вращающихся площадках, каждая из которых выполнена в виде деконструированного дома, сада и крыши. Брук Айви Джонсон, написавшая для Metro, заявила, что клип «отражает тему всепоглощающей любви в песне». Рэйчел Макграт из Sky News назвала его «кружащим голову», а Лора Снейпс в рецензии для The Guardian назвала клип «тошнотворно перевёрнутым с ног на голову».

## Реакция критиков
| Оценки критиков     | Оценки критиков |
| Источник            | Оценка          |
| ------------------- | --------------- |
| The Independent     | [ 16 ]          |
| The Guardian        | [ 14 ]          |
| The Daily Telegraph | [ 17 ]          |
| The Times           | [ 18 ]          |
| iNews               | [ 19 ]          |

Песня получила смешанные отзывы от музыкальных критиков.

## Конкурс песни «Евровидение-2024»
Конкурс песни «Евровидение 2024» прошёл на Мальмё Арене в Мальмё, Швеция. Конкурс состоял из двух полуфиналов, которые прошли 7 и 9 мая, и финала 11 мая 2024 года. Согласно правилам «Евровидения», все страны, за исключением принимающей страны и стран «Большой пятёрки» (Франция, Германия, Италия, Испания и Великобритания), должны пройти отбор в одном из двух полуфиналов, чтобы попасть в финал; десять лучших стран из каждого полуфинала проходят в финал. Как член «Большой пятерки», Великобритания автоматически прошла в финал.

## Список композиций
| №  | Название  | Длительность |
| -- | --------- | ------------ |
| 1. | ««Dizzy»» | 2:52         |

## Чарты
| Чарт (2024)                     | Высшая позиция |
| ------------------------------- | -------------- |
| Республика Корея BGM (Circle)   | 98             |
| Великобритания (OCC UK Singles) | 42             |

## Хронология релиза
| Регион | Дата         | Формат                         | Лейбл     | Прим.  |
| ------ | ------------ | ------------------------------ | --------- | ------ |
| Разные | 1 марта 2024 | Цифровое скачивание и стриминг | Polydor   | [ 23 ] |
| Италия | 1 марта 2024 | Радиоротация                   | Universal | [ 24 ] |